# Johannes Ring
Johannes Anders Inge Riese Ring, född 3 januari 1863 i Köpenhamn, död 19 juni 1936, var en dansk skådespelare.
Ring var son till råvarumäklare Nicolai Frederik Carl Ring (1816–1884) och dennes hustru Juliane, född Olsen. Han tog præliminæreksamen från Maribos skola 1878 och utbildade sig därefter till skeppsmäklare. Han var anställd vid rederier i Norge och Danmark 1878–1884. År 1884 bytte han karriär och blev skådespelare. Han debuterade samma år i rollen som Rosenkrantz i Hamlet på Det Kongelige Teater. År 1888 knöts han till Folketeatret där han kom att stanna i 30 år. Han sammanställde också ett stort statistiskt verk som omfattade Folketeatret tiden 1857–1932. År 1896 medföljde han teaterns gästspel på Tivoli teater i Oslo i maj 1896. Till en början fick Ring ofta spela rollen som ung älskare medan han senare ofta användes i lätt komiska karaktärsroller. Han blev en av Folketeatrets mest populära skådespelare. Ring var dock missnöjd med hur Einar Christiansen och Viggo Friderichsen ledde teatern och 1918 började han i stället vid Det Ny Teater. Han avslutade formellt sin scenkarriär 1924 och spelade fabrikören i Lynggaard & Co. i sin avskedsföreställning. Efteråt gästspelade han dock på Betty Nansen Teatret och vid Folketeatrets 75-årsjubileumsföreställning 1932.
Vid sidan av teatern var Ring filmskådespelare. Han debuterade 1913 och medverkade i nästan 60 filmer 1913–1922. Han spelade ofta roller som konsul, fabrikör, godsägare och professor. Han medverkade uteslutande i Nordisk Films filmer.
Ring var styrelsemedlem i Skuespillerforeningen 1900–1927. Han var drivande i föreningens arbete att skaffa kapital till byggandet av ett ålderdomshem för scenkonstnärer i Bispebjerg. När ålderdomshemmet stod färdigt var han dess tillsynsman fram till sin död.
Han var från 1896 gift med skådespelaren Maria Petrine Müller, född Petersen (1855–1929). Han ligger begravd på Holmens kyrkogård i Østerbro.

## Filmografi (urval)
- 1917 – Synd skal sones